# Манцевка
Манцевка (укр. Манцівка), село,
Велико-Бурлукский поселковый совет,
Великобурлукский район,
Харьковская область.
Код КОАТУУ — 6321455117. Население по переписи 2001 г. составляет 244 (114/130 м/ж) человека.

## Географическое положение
Село Манцевка находится между реками Великий Бурлук и Нижняя Двуречная, по селу протекает пересыхающий ручей на котором сделано несколько запруд, рядом с селом небольшой лесной массим (дуб), рядом проходит железная дорога.
Село находится между станциями Бурлук и Березник.
Рядом проходит автомобильная дорога Т-2115.

## История
- 1750 — дата основания.

## Экономика
- В селе есть молочно-товарная ферма, машинно-тракторные мастерские.